# Décès en 847
Décès
- 843
- 844
- 845
- 846
- 847
- 848
- 849
- 850
- 851

Cette page dresse une liste de personnalités mortes au cours de l'année 847 :
- 27 janvier : Serge II, 102e pape[1].
- 21 avril : Otgar de Mayence, archevêque de Mayence.
- 14 juin : Méthode Ier de Constantinople, patriarche de Constantinople.
- 10 août : Al-Wāt̠iq, calife[2].

- Feidlimid mac Crimthain, roi de Munster (820-847), abbé de Cork et de Clonfert, Ard ri Érenn « en opposition ».

## Crédit d'auteurs
- Cet article est partiellement ou en totalité issu de l'article intitulé « 847 » (voir la liste des auteurs).